# Bežigrad Stadium
El Bežigrad Stadium (en esloveno: Bežigrajski stadion, stadion Bežigrad, stadion za Bežigradom), también conocido como Bežigrad Central Stadium (en esloveno: Centralni stadion Bežigrad), es un estadio multiusos ubicado en Ljubljana, capital de Eslovenia. Es el estadio deportivo más viejo de Ljubljana y lleva cerrado desde 2008 y en 2009 fue reconocido como patrimonio de importancia nacional en Eslovenia.

## Historia
Fue construido en el año 1935 y diseñado por el arquitecto Jože Plečnik y el nombre es por el distrito donde el estadio está ubicado. Se ha utilizado principalmente para partidos de fútbol, ha sido sede de varios equipos de la capital, además de también se utilizado por Yugoslavia para la exitosa Clasificación de UEFA para la Copa Mundial de Fútbol de 1982.
Eslovenia también lo utilizó en sus partidos oficiales desde 1995 a 2004.

## Partidos internacionales
De 1995 a 2004 Eslovenia jugó un total de 27 partidos en esta sede.
| Fecha      | Torneo                | País                   | Resultado | Asistencia |
| ---------- | --------------------- | ---------------------- | --------- | ---------- |
| 11-10-1995 | UEFA Euro 1996 Q      | Ucrania                | 3–2       | 2750       |
| 15-11-1995 | UEFA Euro 1996 Q      | Croacia                | 1–2       | 6800       |
| 21-5-1995  | Amistoso              | Emiratos Árabes Unidos | 2–2       | 2500       |
| 1-9-1996   | 1998 FIFA World Cup Q | Dinamarca              | 0–2       | 5000       |
| 10-11-1996 | 1998 FIFA World Cup Q | Bosnia y Herzegovina   | 1–2       | 3200       |
| 6-9-1997   | 1998 FIFA World Cup Q | Grecia                 | 0–3       | 4689       |
| 11-10-1997 | 1998 FIFA World Cup Q | Croacia                | 1–3       | 6000       |
| 10-10-1998 | UEFA Euro 2000 Q      | Noruega                | 1–2       | 6200       |
| 18-8-1999  | UEFA Euro 2000 Q      | Albania                | 2–0       | 6900       |
| 4-9-1999   | UEFA Euro 2000 Q      | Georgia                | 2–1       | 7000       |
| 13-11-1999 | UEFA Euro 2000 Q      | Ucrania                | 2–1       | 9000       |
| 3-6-2000   | Amistoso              | Arabia Saudita         | 2–0       | 9000       |
| 11-10-2000 | 2002 FIFA World Cup Q | Suiza                  | 2–2       | 6650       |
| 28-3-2001  | 2002 FIFA World Cup Q | RF Yugoslavia          | 1–1       | 9000       |
| 2-6-2001   | 2002 FIFA World Cup Q | Luxemburgo             | 2–0       | 4500       |
| 15-8-2001  | Amistoso              | Rumania                | 2–2       | 6000       |
| 1-9-2001   | 2002 FIFA World Cup Q | Rusia                  | 2–1       | 9000       |
| 6-10-2001  | 2002 FIFA World Cup Q | Islas Feroe            | 3–0       | 8500       |
| 10-11-2001 | 2002 FIFA World Cup Q | Rumania                | 2–1       | 9000       |
| 17-4-2002  | Amistoso              | Túnez                  | 1–0       | 5500       |
| 17-5-2002  | Amistoso              | Ghana                  | 2–0       | 7000       |
| 7-9-2002   | UEFA Euro 2004 Q      | Malta                  | 3–0       | 7000       |
| 2-4-2003   | UEFA Euro 2004 Q      | Chipre                 | 4–1       | 7000       |
| 6-9-2003   | UEFA Euro 2004 Q      | Israel                 | 3–1       | 8000       |
| 10-9-2003  | UEFA Euro 2004 Q      | Francia                | 0–2       | 8500       |
| 19-11-2003 | UEFA Euro 2004 Q      | Croacia                | 0–1       | 8500       |
| 18-8-2004  | Amistoso              | Serbia y Montenegro    | 1–1       | 5000       |